# 桜井俊
櫻井 俊（さくらい しゅん、1953年〈昭和28年〉12月14日 - ）は、日本の郵政・総務官僚、実業家。総務事務次官、株式会社電通グループ代表取締役副社長などを歴任し、マルチメディア振興センター理事長。

## 経歴
群馬県前橋市出身。父は上毛新聞元専務の櫻井三男。群馬大学教育学部附属中学校、群馬県立前橋高等学校を経て、1977年（昭和52年）に東京大学法学部第2類（公法コース）を卒業。新卒で旧郵政省に入省した。その後、電気通信局電気通信事業部事業政策課長などを歴任し、日本電信電話の再編などの通信事業の自由化を主導した。
2001年（平成13年）に総務省が発足したのち、情報通信政策局総合政策課長、大臣官房参事官、総合通信基盤局電気通信事業部長、総合通信基盤局長、情報通信国際戦略局長などを歴任。
2014年（平成26年）に事務次官への昇進が取り沙汰されたが、この際には旧自治省出身で前消防庁長官だった大石利雄が事務次官となった。
2015年（平成27年）7月に総務事務次官への昇格が内定し、同月28日の閣議で次官就任が正式に決定した。7月31日付で総務事務次官に就任。就任の際には、長男が嵐のメンバーの櫻井翔であることが広く報道された。
2016年（平成28年）、東京都知事（当時）の舛添要一の政治資金疑惑が世間を騒がせた際に、次期東京都知事候補と目されたことが週刊ポストで報じられたが、総務省前で記者会見をし、「情報通信行政をやってきただけの人間ですので、とてもそのような役を果たせるだけの器ではない」と述べ、出馬を否定した。同年6月に退官し、後任には総務審議官の佐藤文俊が起用された。同年9月に三井住友信託銀行顧問に就任。
2017年（平成29年）6月に有冨寛一郎の後任として全国地域情報化推進協会理事長に就任。同年7月、地域IoT官民ネットの設立発起人として共同代表に就任。

## 人物
落語家の立川談之助は桜井とは中学校から前橋高校まで共に同級生で親交が深い間柄でもある。また、桜井の2代前の総務事務次官を務めた岡崎浩巳は前橋高校の同級生である。
郵政省の入省同期には髙橋亨（日本郵便元社長・前会長）、山川鉃郎（元総務審議官）、南方敏尚（かんぽ生命保険元副社長）などがおり、優秀な人材が多かったことから「花の52年組」と称された。
母校の群馬県立前橋高等学校京浜同窓会会長も務めている。

## 略歴
- 1977年（昭和52年）3月 - 東京大学法学部第2類（公法コース）卒業[24]。
- 1977年（昭和52年）4月 - 郵政省入省[25]。
- 1980年（昭和55年） - 郵政省電波監理局放送部企画課難視聴対策室主査。
- 1981年（昭和56年） - 郵政省大臣官房文書課審議室主査。
- 1982年（昭和57年） - 郵政省電波監理局放送部企画課第二企画係長。
- 1983年（昭和58年） - 東海郵政局人事部要員課長。
- 1995年（平成7年）6月 - 郵政省電気通信局電気通信事業部業務課長[25]。
- 1997年（平成9年）7月 - 郵政省電気通信局電気通信事業部事業政策課長[25]。
- 1999年（平成11年）7月 - 郵政省通信政策局政策課長[25]。
- 2001年（平成13年）1月 - 総務省情報通信政策局総合政策課長[25]。
- 2001年（平成13年）7月 - 総務省情報通信政策局総務課長[25]。
- 2002年（平成14年）1月 - 総務省大臣官房参事官[25]。
- 2003年（平成15年）1月 - 総務省大臣官房秘書課長[25]。
- 2004年（平成16年）1月 - 総務省大臣官房参事官（情報通信担当）[25]。
- 2004年（平成16年）4月 - 総務省大臣官房審議官（情報通信政策局担当）[25]。
- 2004年（平成16年）6月 - 経済産業省大臣官房審議官（IT戦略担当）[25]。
- 2005年（平成17年）8月 - 総務省総合通信基盤局電波部長[25]。
- 2006年（平成18年）7月 - 総務省総合通信基盤局電気通信事業部長[25]。
- 2007年（平成19年）7月 - 総務省大臣官房総括審議官（政策評価・広報担当）[25]。
- 2008年（平成20年）7月 - 総務省総合通信基盤局長[25]。
- 2012年（平成24年）9月 - 総務省情報通信国際戦略局長[25]。
- 2013年（平成25年）6月 - 総務審議官（郵政・通信担当）[25]。
- 2015年（平成27年）7月31日 - 総務事務次官[25][26]。
- 2016年（平成28年）6月 - 総務省退職[25]。
- 2016年（平成28年）9月 - 三井住友信託銀行株式会社顧問（退任）[25]。
- 2017年（平成29年）1月 - セガサミーホールディングス株式会社顧問（退任）[27]。
- 2017年（平成29年）6月 - 一般財団法人全国地域情報化推進協会理事長。
- 2017年（平成29年）2月 - 群馬大学医学部附属病院 病院長候補者選考会議委員[28]。
- 2017年（平成29年）3月 - 株式会社毎日新聞社 毎日ユニバーサル委員会委員[29]。
- 2017年（平成29年）7月 - 地域IoT官民ネット設立 共同代表。
- 2018年（平成30年）1月 - 株式会社電通（現・株式会社電通グループ）入社 執行役員[30]。
- 2018年（平成30年）6月 - 東急不動産ホールディングス株式会社社外取締役[31]。
- 2019年（平成31年）3月 - 株式会社電通（現・株式会社電通グループ）取締役[32]。
- 2019年（令和元年）6月 - 群馬県立前橋高等学校京浜同窓会会長（現任）[33]。
- 2019年（令和元年）6月 - 東急不動産ホールディングス株式会社社外取締役退任。
- 2020年（令和2年）1月 - 株式会社電通グループ取締役副社長[34]。
- 2020年（令和2年）3月 - 株式会社電通グループ代表取締役副社長[35]。
- 2022年（令和4年）1月 - 株式会社電通グループ副社長執行役員退任[2]。
- 2022年（令和4年）3月 - 株式会社電通グループ代表取締役退任[2]。
- 2022年（令和4年）6月 - 一般財団法人全国地域情報化推進協会理事長退任。一般財団法人マルチメディア振興センター理事長[36]。

## 入省同期
- 山川鉄郎（株式会社フジテレビジョン常任顧問、元駐チェコ特命全権大使、総務省元総務審議官）
- 髙橋亨（日本郵便株式会社元社長・前会長）
- 南方敏尚（株式会社かんぽ生命保険元副社長）
- 中田睦（KDDI株式会社元常務、総務省元政策統括官）